# Radkovice (district de Plzeň-Sud)
Pour les articles homonymes, voir Radkovice.
Radkovice (en allemand : Radkowitz) est une commune du district de Plzeň-Sud, dans la région de Plzeň, en République tchèque. Sa population s'élevait à 102 habitants en 2022.

## Géographie
Radkovice se trouve à 4 km au sud-est du centre de Přeštice, à 22 km au sud de Plzeň et à 97 km au sud-ouest de Prague.
La commune est limitée par Příchovice au sud-ouest, à l'ouest et au nord, par Dolce à l'est et par Horšice au sud.

## Histoire
La première mention écrite de la localité date de 1379.

## Transports
Par la route, Radkovice se trouve à 6 km de Přeštice, à 28 km de Plzeň et à 116 km de Prague.